# Баранцовы
Баранцовы — старинный русский графский и дворянский род.
Происходит от Родиона Савельевича Баранцова, вёрстанного поместным окладом в Белевском уезде, в 1678 году, и записанный в VI часть родословных книг Курской и Орловской Российской империи.
Есть ещё другой род Баранцовых, происходящий от Евтихия Баранцова, жалованного поместьем в 1615 году, но он признан герольдией, за недостаточностью представленных документов, заслуживающим внесения во II часть родословной книги, по личным военным заслугам.
- Граф Александр Алексеевич Баранцов (1810—1882) — генерал от артиллерии, начальник Главного артиллерийского управления.

## Описание герба
Щит разделён на четыре части. В первой и четвёртой золотых частях чёрный Императорский орёл, на его груди золотой коронованный вензель Александра II, окружённый цепью ордена Андрея Первозванного. Во второй и третьей червлёных частях золотой львиный леопард, обращённый вправо. Он стоит на трех лапах, четвёртая поднята. В серебряной главе этих частей две лазуревые подковы концами вниз.
Над щитом графская корона и графский коронованный шлем. Нашлемник: два чёрных орлиных крыла, на каждом по три золотых пламени (два вверху, одно внизу). Между крыльев золотая молния, выходящая из золотого холма с тремя вершинами. Намёт: чёрный с золотом. Щитодержатели: два артиллериста: правый — времён Петра I, левый — времён Екатерины II. Девиз: «ЦАРЮ И РОДИНЕ» золотыми буквами на червлёной ленте.
Герб графа Баранцова внесён в Часть 14 Общего гербовника дворянских родов Всероссийской империи, страница 10.